# Affimer
Dans le domaine de la biologie moléculaire, un Affimer est une protéine, petite et très stable ayant la propriété de spontanément se lier — spécifiquement — à une molécule-cible et à aucune autre (d'une manière similaire à un anticorps ; les Affimer font partie des anticorps synthétiques.
Ces molécules sont artificiellement produites par biotechnologie, conçues pour imiter les capacités de reconnaissance moléculaire caractéristiques des anticorps monoclonaux dans différentes applications.
Les ingénieurs biomolécularistes tentent d'améliorer les propriétés expérimentales de ces réactifs d'affinité (ou Aptamères), en augmentant leur stabilité, en améliorant leur robustesse dans une gamme plus étendue de températures et de pH, en offrant des réactifs de petites tailles (meilleure pénétration cellulaire) et en les rendant faciles à exprimer à hauts rendements dans des bactéries E. coli et des cellules de mammifères génétiquement modifiées.

## Développement
Les Affimers sont des protéines initialement développées dans une unité spécialisée dans l'étude des cellules cancéreuses (MRC Cancer Cell Unit), de l'Université de Cambridge puis par deux laboratoires de l'Université de Leeds,,,. Dérivées des cystéine protéases, des enzymes inhibiteurs de la famille des cystatines qui agissent dans la nature comme inhibiteurs de la protéase à cystéine,. Ces protéines dont le poids moléculaire est faible (12 à 14 kDa) ont en commun la structure tertiaire d'une hélice alpha située au-dessus d'un bêta-feuillet anti-parallèle.
Les protéines Affimer présentent deux coules de peptides et une séquence N-terminale pouvant toutes deux être randomisées pour se lier à la protéine-cible souhaitée avec une haute affinité et spécificité, de manière similaire à ce qui se produirait avec des anticorps monoclonaux. 

La stabilisation des deux peptides réduit les possibilités de conformations différentes que les peptides peuvent adopter, augmentant l'affinité et la spécificité par rapport aux bibliothèques de peptides libres.

## La Production
Elle s'appuie sur la technique du " Phage display" et d'un screening visant à dépister les protéines Affimer de manière hautement spécifique à la protéine cible dans interférer avec le système immunitaire d'un animal-hôte, avec possibilité ensuite de reproduire rapidement et facilement l' Affimer (par rapport à la production commerciale traditionnelle d'anticorps).
Des formes de protéines Affimer « multimérique » ont été générés, qui peuvent donner des volumes titrimétrique dans la gamme de 200 à 400 mg/L en culture bactérienne à  petite échelle via des systèmes hôtes.
Ces formes d' Affimer « multimériques » présentent la même spécificité envers la cible (avidité) alors que la fusion de différentes protéines Affimer ayant des cibles spécifiques différentes spécificités permettrait une affinité multi-spécifique.
Des liants Affimer ont déjà été produits pour un grand nombre de cibles, y compris des chaines d'ubiquitine , des immunoglobulines, des protéine C-réactive, l'interleukine-8,  la protéine C3 du système du complément, et pour des  nanoparticules  de magnétite pour une utilisation dans un certain nombre d'applications de reconnaissance moléculaire.
De nombreuses balises et des protéines de fusion (telles que des fluorophores,  His-tag et c-Myc) ont déjà été conjuguées à des protéines Affimer pour une utilisation dans divers domaines de la recherche. Des résidus spécifiques  de cystéine ont été introduits dans la protéine pour permettre à la chimie des thiols d'uniformément orienter des protéines Affimer sur un support solide afin de les utiliser pour le développement de nouveaux biocapteurs et  la "chimie click" a été utilisé pour conjuguer des protéines Affimer à des agents de contrastes utilisés en IRM pour  des applications d'imagerie ciblées

## Propriétés
Les liants Affimer sont des protéines recombinantes désignées pour être non toxiques, biologiquement neutres, stables et très thermostables, ne fondant qu'au-delà de 80 °C; ils résistent à des conditions extrêmes de pH (pH 2 à 13.7), et ils supportent des cycles de gel-dégel ainsi que la lyophilisation. Leur faible poids moléculaire résous aussi les problèmes d'encombrement stérique généralement observés avec des anticorps.
Ces anticorps synthétiques ne contiennent pas de modifications post-traductionnelles ni ponts disulfures. Deux séquences en boucle, intégrant un total de 12 à 36 acides aminés forment l'interface d'interaction, de sorte que les surfaces d'interaction peuventt s'échelonner de 650 à 1000 Å. Cette grande surface d'interaction est supposée entraîner une haute et très précises, affinité pour les protéines ciblées,.
Ceci permet à des Affimers de "distinguer" des protéines qui ne diffèrent que par un seul acide aminé et rend possible leur utilisation pour détecter des changements subtils dans les niveaux d'expression de protéine, même dans une puce multiplex en différenciant des  domaines protéiques étroitement liés

## Applications
Des Affimer ont déjà été utilisés dans un certain nombre de plates-formes, dont ELISA, en résonance plasmonique de surface, pour la purification par affinité, l'immunohistochimie ou encore pour la cytométrie en flux.
Des réactifs Affimer inhibant les interactions protéine-protéine peut aussi être réalisée, qui pourraient  exprimer ces inhibiteurs dans les cellules de mammifères, pour mieux étudier et/ou modifier les voies de signalisation,.
Ils ont également été co-cristallisé sous forme de complexes avec leurs protéines cibles, permettant la découverte de médicaments par le biais de dépistage par screening in silico et dans des biopuces.
Commercialisation :
la technologie Affimer a été commercialisée et développé par Avacta Life Sciences qui cherche notamment à vendre ces réactifs d'affinité comme outils pour la recherche, pour le diagnostic, et pour la production de produits biothérapeutiques.